# Tournée des quatre tremplins 2016-2017
Navigation
Édition précédente Édition suivante

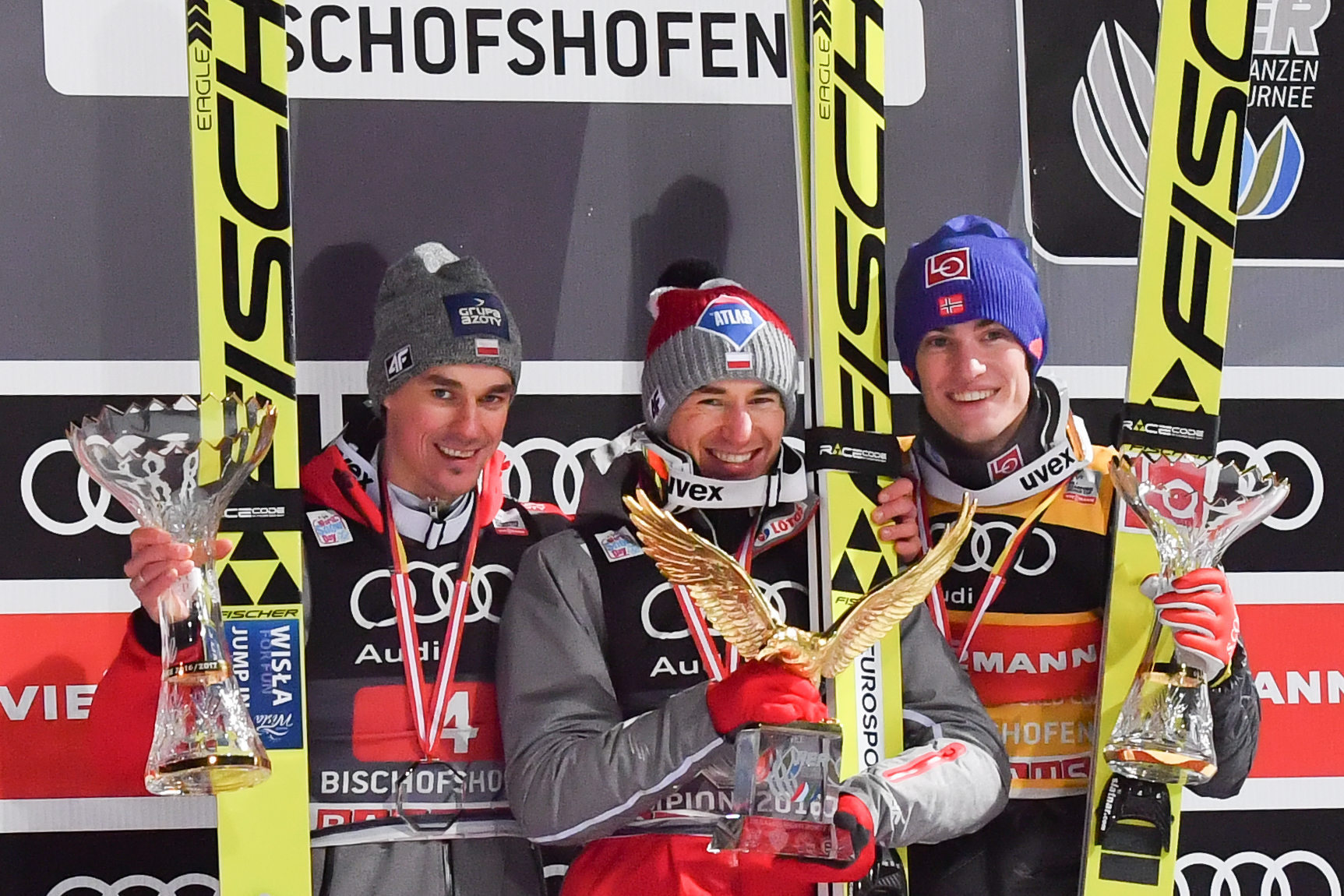
Piotr Żyła, Kamil Stoch et Daniel-André Tande sur le podium à Bischofshofen.

La 65e édition de la tournée des quatre tremplins se déroule du 29 décembre 2016 au 6 janvier 2017.
La tournée des quatre tremplins (en allemand : Vierschanzentournee) est une compétition de saut à ski. Elle a lieu annuellement depuis 1953 sur quatre tremplins différents, deux en Allemagne et deux en Autriche, autour du nouvel an.
Ce tournoi revêt une très grande importance aux yeux des spécialistes de la discipline du saut à ski.

## Attribution des points
Le classement de la tournée des quatre tremplins est effectué en additionnant les points obtenus à chaque saut (longueur et notes de style), ceux qui servent à déterminer le classement de chaque compétition de saut à ski quelles qu'elles soient.

Les quatre concours de cette tournée comptent aussi chacun pour la coupe du monde masculine de saut à ski 2016-2017, et apportent aux concurrents des points selon les mêmes modalités que les autres concours : 100 points au premier, 80 au deuxième... et un point au 30e.

## Calendrier
| q | Qualification | C | Concours |

| Évènements           | Calendrier | Calendrier | Calendrier | Calendrier | Calendrier | Calendrier | Calendrier | Calendrier | Calendrier | Calendrier | Calendrier |
| Évènements           | 29         | 30         | 31         | 1          | 2          | 3          | 4          | 5          | 6          |            |            |
| Évènements           | Décembre   | Décembre   | Décembre   | Janvier    | Janvier    | Janvier    | Janvier    | Janvier    | Janvier    |            |            |
|                      |            |            |            |            |            |            |            |            |            |            |            |
| Oberstdorf HS 137    | q          | C          |            |            |            |            |            |            |            |            |            |
| Garmisch HS 140      |            |            | q          | C          |            |            |            |            |            |            |            |
| Innsbruck HS 130     |            |            |            |            |            | q          | C          |            |            |            |            |
| Bischofshofen HS 140 |            |            |            |            |            |            |            | q          | C          |            |            |
|                      |            |            |            |            |            |            |            |            |            |            |            |

## Classements
|      | \| Rang \| Nom \| Points \| \| ---- \| ------------------- \| ------ \| \| 1 \| Kamil Stoch \| 997.8 \| \| 2 \| Piotr Zyla \| 962.5 \| \| 3 \| Daniel-André Tande \| 941.8 \| \| 4 \| Maciej Kot \| 934.3 \| \| 5 \| Manuel Fettner \| 926.8 \| \| 6 \| Stefan Kraft \| 926.5 \| \| 7 \| Markus Eisenbichler \| 924.4 \| \| 8 \| Stephan Leyhe \| 911.1 \| \| 9 \| Domen Prevc \| 908.8 \| \| 10 \| Andreas Stjernen \| 900.3 \| |        |
| Rang | Nom | Points |
| 1    | Kamil Stoch | 997.8  |
| 2    | Piotr Zyla | 962.5  |
| 3    | Daniel-André Tande | 941.8  |
| 4    | Maciej Kot | 934.3  |
| 5    | Manuel Fettner | 926.8  |
| 6    | Stefan Kraft | 926.5  |
| 7    | Markus Eisenbichler | 924.4  |
| 8    | Stephan Leyhe | 911.1  |
| 9    | Domen Prevc | 908.8  |
| 10   | Andreas Stjernen | 900.3  |

### Tableau récapitulatif
| Étape | Lieu          | Épreuve | Date             | Vainqueur          | Deuxième         | Troisième       | Leader de la Tournée |
| ----- | ------------- | ------- | ---------------- | ------------------ | ---------------- | --------------- | -------------------- |
| 1     | Oberstdorf    | HS 137  | 30 décembre 2016 | Stefan Kraft       | Kamil Stoch      | Michael Hayböck | Stefan Kraft         |
| 2     | Garmisch      | HS 140  | 1er janvier 2017 | Daniel-André Tande | Kamil Stoch      | Stefan Kraft    | Kamil Stoch          |
| 3     | Innsbruck     | HS 130  | 4 janvier 2017   | Daniel-André Tande | Robert Johansson | Evgeniy Klimov  | Daniel-André Tande   |
| 4     | Bischofshofen | HS 140  | 6 janvier 2017   | Kamil Stoch        | Michael Hayböck  | Piotr Żyła      | Kamil Stoch          |

## Résultats détaillés

### Innsbruck
Le 2e saut du tour final est annulé en raison des conditions météorologiques (vent changeant).